# George Botsford
Pour les articles homonymes, voir Botsford.
George James Botsford était un pianiste et compositeur américain de musique ragtime. Né en 1874 dans le Dakota du Sud, il publia son premier morceau en 1899, un cake-walk intitulé The Katy Flyer. Sa pièce la plus célèbre est Black and White Rag en 1908. Il décéda en 1949, à l'âge de 74 ans à New York.

## Liste des compositions

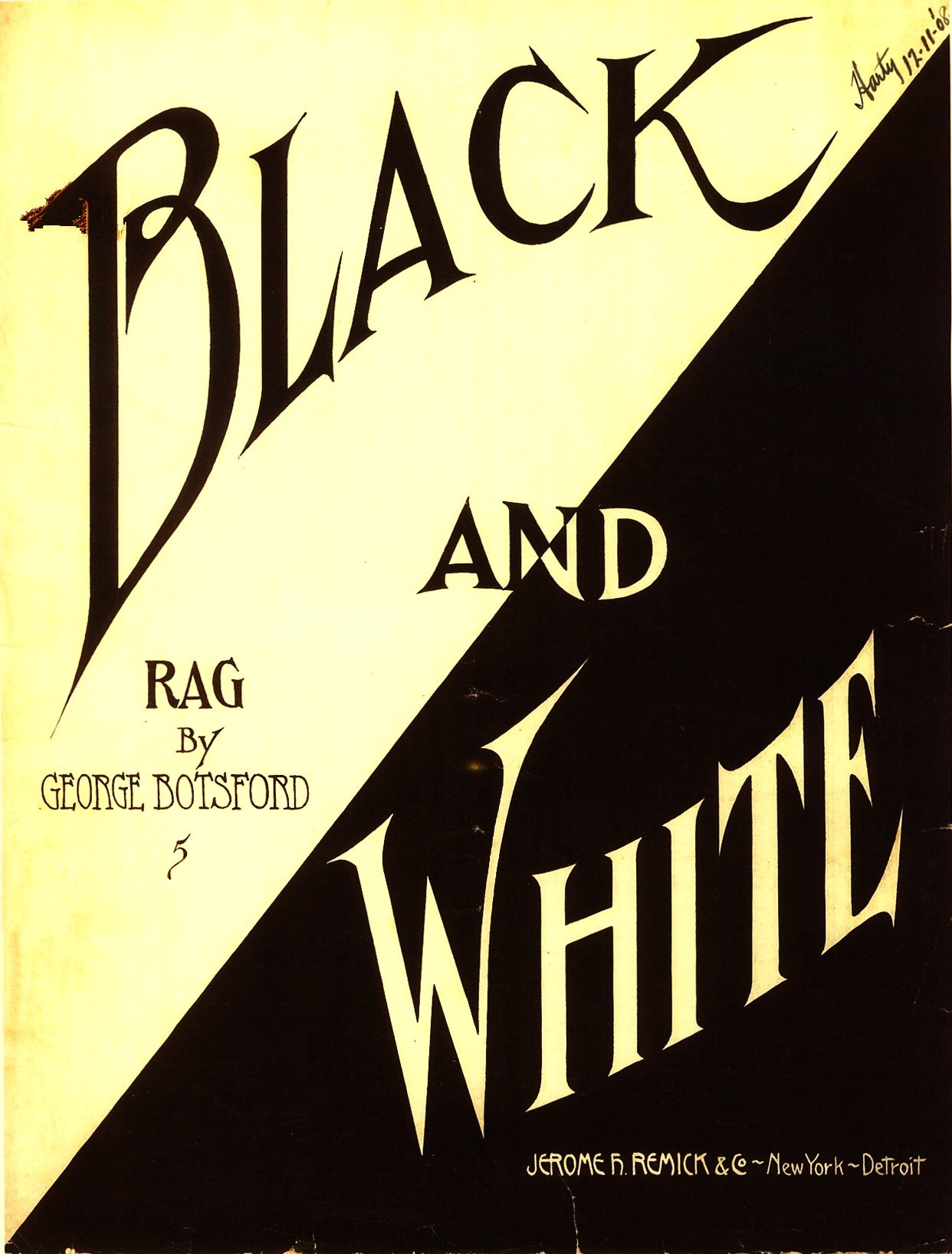
Black and White Rag, 1908

- 1899 : The Katy FlyerBlack and White Rag, 1908 Klondike Rag, 1908 The Grizzly Bear, 1910 Boomerang Rag, 1916

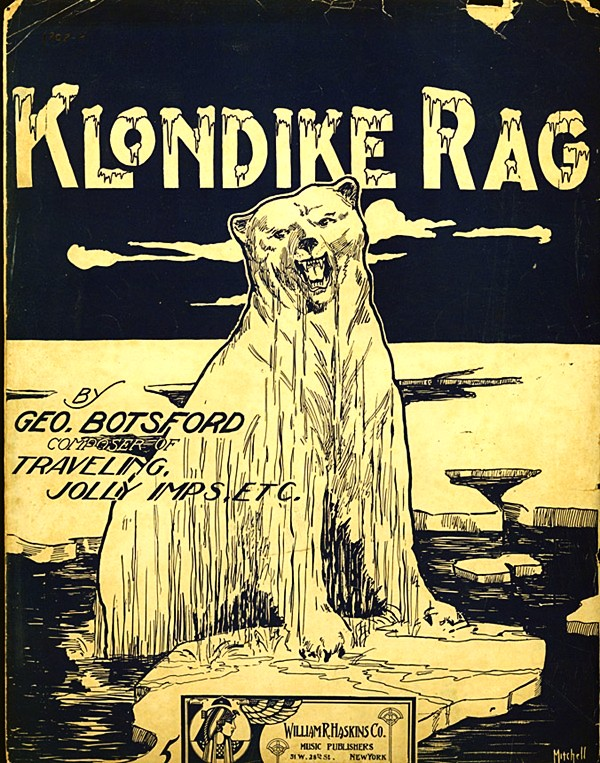
Klondike Rag, 1908

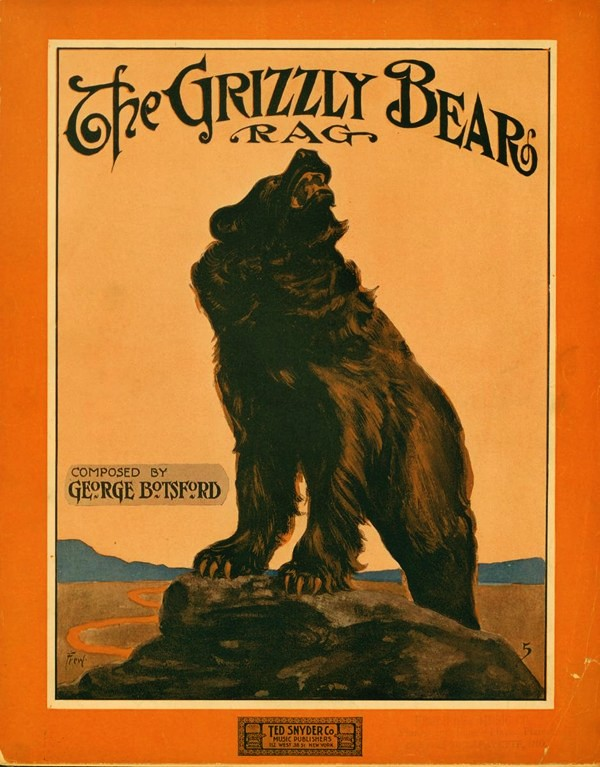
The Grizzly Bear, 1910

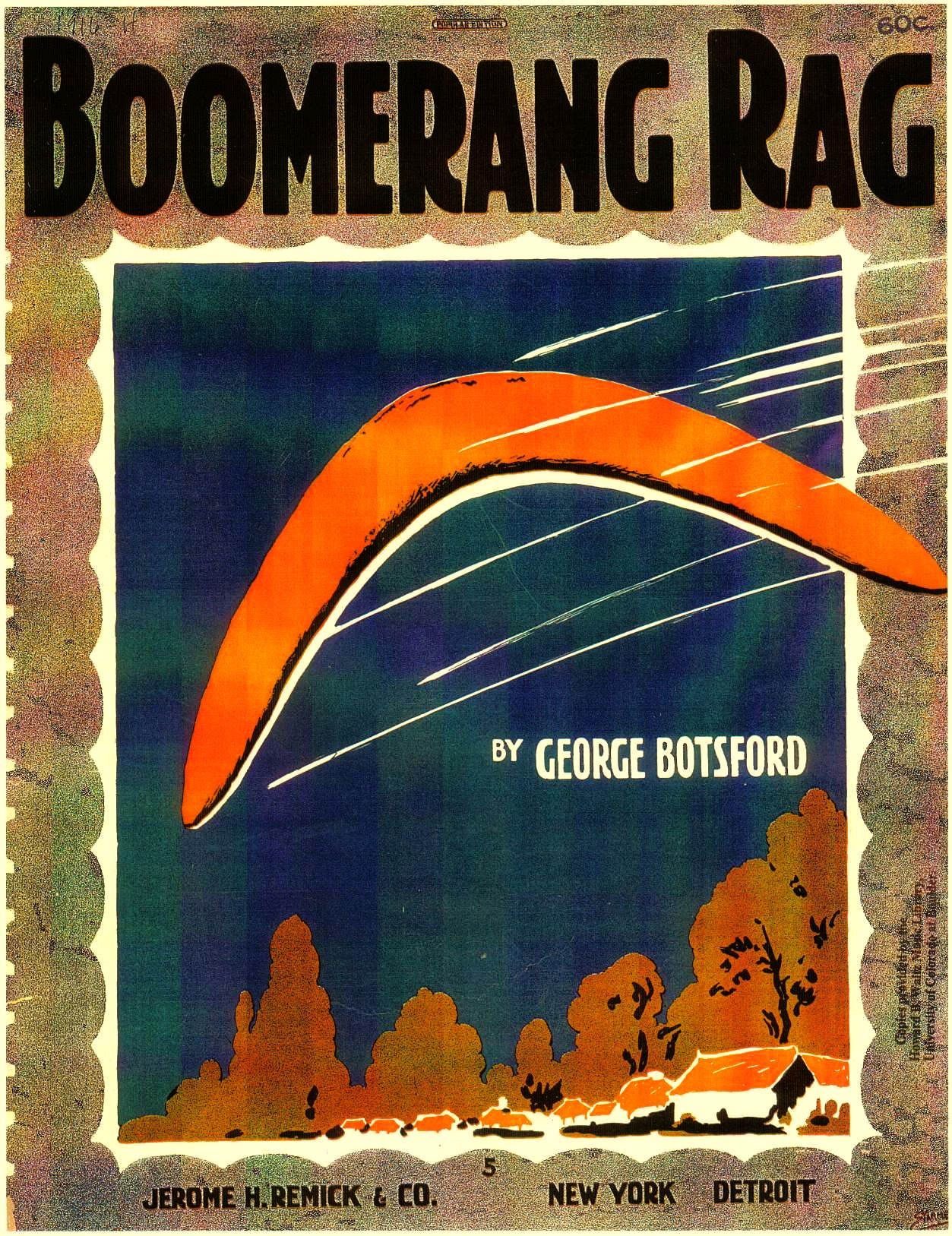
Boomerang Rag, 1916

- 1906 : When Other Hearts Grow Cold
- 1906 : In Dear Old Arizona
- 1906 : Traveling [avec James F. Devins]
- 1907 : Pride of the Prairie (Mary) [avec Harry J. Breen]
- 1908 : Klondike Rag
- 1908 : Black and White Rag
- 1908 : The Big Jubilee
- 1908 : Love Watches - Valse Caprice
- 1908 : Denver Town [avec Harry J. Breen]
- 1909 : Old Crow Rag
- 1909 : Dance of the Gowns
- 1909 : The Pianophiends Rag
- 1909 : Fat Men On Parade
- 1909 : Texas Steer
- 1909 : Wiggle Rag
- 1910 : Venetian Beauties
- 1910 : Chatterbox Rag
- 1910 : Lovey-Dovey Rag
- 1910 : The Grizzly Bear Rag
- 1910 : Dance of the Grizzly Bear [avec Irving Berlin]
- 1910 : Maybe You're Not the Only One Who Loves Me [avec Alfred J. Bryan]
- 1911 : Royal Flush
- 1911 : Honeysuckle Rag
- 1911 : Hyacinth Rag
- 1911 : Somebody [avec Jean C. Havez]
- 1911 : How to Make a Huckleberry Pie [avec Jean C. Havez]
- 1911 : Did You Ever Hear Them Tell of Floradora [avec Jean C. Havez]
- 1911 : Honey Girl [avec Jean C. Havez et J.B. Lampe]
- 1912 : Erry-Merry Rag
- 1912 : Silv'ry Bells (Jingle Bells)
- 1912 : Oh, You Silv'ry Bells [avec Jean C. Havez]
- 1912 : The Eskimo Rag [avec Jean C. Havez]
- 1912 : Here's to the Friend in Stormy Weather [avec Jean C. Havez]
- 1912 : I Want to Love You While the Music is Playing [avec Jean C. Havez]
- 1912 : Marry a Yiddisher Boy [avec A. Seymour Brown]
- 1913 : Universal Rag
- 1913 : Rag, Baby Mine
- 1913 : The Buck-Eye Rag
- 1913 : The Incandescent Rag
- 1913 : Join Our Jubilee [avec Jean C. Havez]
- 1913 : Sailing Down the Chesapeake Bay [avec Jean C. Havez]
- 1913 : I Want to Go Back to Dixie Land [avec Jean C. Havez]
- 1913 : The Married Women's Club - One Act Musical [avec Jean C. Havez]
- 1914 : Come Over to Dover [avec Stanley Murphy]
- 1914 : A Dutch Courtship - (Minature Opera) [avec Jean C. Havez]
- 1915 : The Volunteers - One Act Quartette
- 1915 : A Holland Romance - (Minature Opera) [avec Jean C. Havez]
- 1915 : Honey-Moon Bells
- 1916 : Boomerang Rag
- 1916 : On the Old Dominion Line [avec Jean C. Havez]
- 1916 : Captain Kidder - (Minature Opera) [avec Jean C. Havez]
- 1917 : Sheila [avec Theodosia Garrison]
- 1917 : Clubmates - One Act Musical [avec Jean C. Havez]
- 1918 : Courting Days: One Act Musical [avec Jean C. Havez]
- 1920 : It's the Way That You Have When You Smile [avec Tom Post]
- 1921 : When Big Profundo Sang Low "C" [avec Marion T. Bohannon]
- 1923 : The Owl - One Act Musical
- 1932 : A Basso Profundo Am I [w/Al Bernard]
- 1951 (Posthume) : Meanderin' [avec Cy Coben & Charles Grean]